# Cleonymia semialbicans
Cleonymia semialbicans là một loài bướm đêm trong họ Noctuidae.